# Gare de Croix-Sainte
Pour les articles homonymes, voir Gare de Croix.
La gare de Croix-Sainte est une gare ferroviaire française située sur le territoire de la commune de Martigues, dans le département des Bouches-du-Rhône, en région Provence-Alpes-Côte d'Azur.
C'est une halte ferroviaire de la Société nationale des chemins de fer français (SNCF) desservie par des trains TER PACA (Ligne 7 : Miramas - Marseille-Saint-Charles, via Istres, Fos-sur-Mer, Port-de-Bouc, Croix-Sainte, Martigues, La Couronne, Sausset-les-Pins, Carry-le-Rouet...).

## Situation ferroviaire
Établie à 20 m d'altitude, la gare de Croix-Sainte est située au point kilométrique 837,332 de la ligne de Miramas à l'Estaque entre les gares de Port-de-Bouc et de Martigues.

## Historique
En 1875, dans le cadre d'une voie ferrée d'intérêt local, le baron Armand-Charles-Alexandre Digeon et Marie-Casimir Delamarre obtiennent par le décret du 12 avril 1875 la concession d'une ligne de Miramas à Port-de-Bouc. Dans le cahier des charges il est précisé que la ligne débute dans la station de Miramas, en embranchement de la ligne de Lyon à Marseille, puis elle doit passer à Istres, proche de Fos et se terminer à Port-de-Bouc.
La ligne est mise en service en 1882. À partir de 1891, la concession échoit à la Société du chemin de fer de Miramas à Port-de-Bouc.
Entre-temps, la convention du 26 mai 1883 concédait, à titre éventuel, une ligne de Miramas à L'Estaque à la Compagnie des chemins de fer de Paris à Lyon et à la Méditerranée (PLM) 
Le 29 juin 1904, la loi déclarant la construction de la ligne d'utilité publique est promulguée. Cette loi prévoit le rachat par l'État et l'intégration au réseau PLM de la ligne de Miramas à Port-de-Bouc.
La section de Port-de-Bouc à L'Estaque est construite de 1908 à 1915 et inaugurée le 15 octobre de cette année.
En pleine guerre mondiale, la gare voit surtout passer, jusqu'en 1918, de nombreux convois militaires.
La mise en place d'une desserte de type cadencée sur la ligne, au service d'hiver 2008, a redonné à la gare une activité plus importante : 14 trains y marquent quotidiennement l'arrêt (10 les samedis et dimanches).

## Fréquentation
De 2015 à 2023, selon les estimations de la SNCF, la fréquentation annuelle de la gare s'élève aux nombres indiqués dans le tableau ci-dessous.
| Année               | 2015  | 2016  | 2017  | 2018  | 2019  | 2020  | 2021  | 2022  | 2023  |
| ------------------- | ----- | ----- | ----- | ----- | ----- | ----- | ----- | ----- | ----- |
| Nombre de voyageurs | 3 970 | 4 388 | 5 115 | 3 693 | 3 310 | 1 310 | 3 332 | 5 138 | 4 870 |

## Service des voyageurs

### Accueil
Halte SNCF, c'est un point d'arrêt non géré (PANG) à entrée libre.

### Desserte
Croix-Sainte est desservie par les trains TER Provence-Alpes-Côte d'Azur de la ligne 07 Marseille-Miramas (via Port-de-Bouc et Rognac).

## Tableau des dessertes
| Origine | Arrêt précédent | Train | Train                          | Train | Arrêt suivant | Destination             |
| ------- | --------------- | ----- | ------------------------------ | ----- | ------------- | ----------------------- |
| Miramas | Port-de-Bouc    |       | TER Provence-Alpes-Côte d'Azur |       | Martigues     | Marseille-Saint-Charles |